# Чемпионат Европы по международным шашкам среди мужчин
Чемпионат Европы по международным шашкам среди мужчин — соревнование, проводимое под эгидой Международной федерации шашек ФМЖД,  а с 2002 года также Европейской конфедерацией шашек. Первый чемпионат состоялся в 1965 году в Больцано, Италия. По 1969 год и с 2006 года проводятся раз в два года. 
С 2005 года в программу чемпионатов включены соревнования с укороченным контролем времени в формате блиц, а с 2012 года в формате быстрые шашки (рапид).
В 2016 и 2018 годах проводились соревнования в формате суперблиц.
В 2020 году турнир не проводился из-за пандемии коронавируса. По политическим причинам с 2022 года спортсмены России и Белоруссии не были допущены на чемпионат.

## Основная программа
| Призёры Чемпионатов Европы по международным шашкам | Призёры Чемпионатов Европы по международным шашкам | Призёры Чемпионатов Европы по международным шашкам | Призёры Чемпионатов Европы по международным шашкам | Призёры Чемпионатов Европы по международным шашкам | Призёры Чемпионатов Европы по международным шашкам |                                   |
| -------------------------------------------------- | -------------------------------------------------- | -------------------------------------------------- | -------------------------------------------------- | -------------------------------------------------- | -------------------------------------------------- | --------------------------------- |
| Номер                                              | Год                                                | Место                                              | Золото                                             | Серебро                                            | Бронза                                             | Форма соревнований                |
| 1                                                  | 1965                                               | Больцано,                                          | Исер Куперман                                      | Вячеслав Щёголев                                   | Герт ван Дейк                                      | турнир                            |
| 2                                                  | 1967                                               | Ливорно,                                           | Тон Сейбрандс                                      | Вячеслав Щёголев                                   | Андрис Андрейко                                    | турнир                            |
| 3                                                  | 1968                                               | Ливорно,                                           | Тон Сейбрандс                                      | Вим ван дер Слёйс                                  | Ферди Окрогелник                                   | турнир                            |
| 4                                                  | 1969                                               | Рим,                                               | Тон Сейбрандс                                      | Андрис Андрейко                                    | Андреас Кьюкен                                     | швейцарская система               |
| 5                                                  | 1971                                               | Сухуми,                                            | Тон Сейбрандс                                      | Андрис Андрейко                                    | Анатолий Гантварг                                  | турнир                            |
| 6                                                  | 1974                                               | Арко,                                              | Андрис Андрейко                                    | Анатолий Гантварг                                  | Франк Дрост                                        | турнир                            |
| 7                                                  | 1977                                               | Брюссель,                                          | Ростислав Лещинский                                | Ян де Рёйтер                                       | Оскар Ферпост                                      | турнир                            |
| 8                                                  | 1983                                               | Девентер,                                          | Вадим Вирный                                       | Вячеслав Щёголев                                   | Йос Стоккел                                        | турнир                            |
| 9                                                  | 1987                                               | Москва,                                            | Герард Янсен                                       | Вадим Вирный                                       | Хендрик ван дер Зее Роб Клерк                      | турнир                            |
| 10                                                 | 1992                                               | Партене,                                           | Гунтис Валнерис                                    | Роб Клерк                                          | Герард Янсен                                       | турнир                            |
| 11                                                 | 1995                                               | Люблинец,                                          | Александр Георгиев                                 | Гунтис Валнерис                                    | Андрей Калмаков                                    | турнир                            |
| 12                                                 | 1999                                               | Хогезанд,                                          | Харм Вирсма                                        | Тон Сейбрандс                                      | Гунтис Валнерис                                    | турнир                            |
| 13                                                 | 2002                                               | Домбург,                                           | Александр Шварцман                                 | Александр Георгиев                                 | Герард Янсен                                       | плей-офф                          |
| 14                                                 | 2006                                               | Бовец,                                             | Александр Георгиев                                 | Александр Шварцман                                 | Гунтис Валнерис                                    | швейцарская система               |
| 15                                                 | 2008                                               | Таллин,                                            | Гунтис Валнерис                                    | Александр Георгиев                                 | Эдвард Бужинский                                   | турнир по швейцарской системе     |
| 16                                                 | 2010                                               | Мужасихле,                                         | Александр Георгиев                                 | Муродулло Амриллаев                                | Пим Мёрс                                           | швейцарская система               |
| 17                                                 | 2012                                               | Эммен,                                             | Алексей Чижов                                      | Гунтис Валнерис                                    | Пим Мёрс                                           | швейцарская система               |
| 18                                                 | 2014                                               | Таллин,                                            | Рул Бомстра                                        | Айнур Шайбаков                                     | Арно Кордье                                        | швейцарская система 75 участников |
| 19                                                 | 2016                                               | Измир,                                             | Алексей Чижов                                      | Рул Бомстра                                        | Мартейн ван Эйзендорн                              | швейцарская система 32 участника  |
| 20                                                 | 2018                                               | Москва,                                            | Михаил Семенюк                                     | Александр Георгиев                                 | Мартейн ван Эйзендорн                              | швейцарская система 55 участников |
| 21                                                 | 2022                                               | Кортрейк,                                          | Ян Грунендейк                                      | Йитсе Слюмп                                        | Рул Бомстра                                        | швейцарская система 46 участников |
| 22                                                 | 2024                                               | Кьянчано-Терме,                                    | Ян Грунендейк                                      | Йитсе Слюмп                                        | Гунтис Валнерис                                    | швейцарская система 57 участников |

### Рапид
| Призёры Чемпионатов Европы по международным шашкам (быстрые шашки) | Призёры Чемпионатов Европы по международным шашкам (быстрые шашки) | Призёры Чемпионатов Европы по международным шашкам (быстрые шашки) | Призёры Чемпионатов Европы по международным шашкам (быстрые шашки) | Призёры Чемпионатов Европы по международным шашкам (быстрые шашки) | Призёры Чемпионатов Европы по международным шашкам (быстрые шашки) |                                                         |
| ------------------------------------------------------------------ | ------------------------------------------------------------------ | ------------------------------------------------------------------ | ------------------------------------------------------------------ | ------------------------------------------------------------------ | ------------------------------------------------------------------ | ------------------------------------------------------- |
| Номер                                                              | Год                                                                | Место                                                              | Золото                                                             | Серебро                                                            | Бронза                                                             | Форма соревнований                                      |
| 1                                                                  | 2012                                                               | Таллин,                                                            | Александр Георгиев                                                 | Александр Шварцман                                                 | Андрей Калмаков                                                    | швейцарская система (30 участников из 5 стран)          |
| 2                                                                  | 2013                                                               | Бовец,                                                             | Александр Шварцман                                                 | Александр Гетманский                                               | Муродулло Амриллаев                                                | круговой турнир (14 участников из 4 стран)              |
| 3                                                                  | 2014                                                               | Прага,                                                             | Артём Иванов                                                       | Александр Гетманский                                               | Александр Шварцман                                                 | турнир по швейцарской системе (32 участника из 9 стран) |
| 4                                                                  | 2015                                                               | Баколи,                                                            | Александр Шварцман                                                 | Гунтис Валнерис                                                    | Александр Георгиев                                                 | швейцарская система (30 участников из 8 стран)          |
| 5                                                                  | 2016                                                               | Измир,                                                             | Александр Шварцман                                                 | Рул Бомстра                                                        | Мартейн ван Эйзендорн                                              | швейцарская система (30 участников из 12 стран)         |
| 6                                                                  | 2017                                                               | Карпач,                                                            | Рул Бомстра                                                        | Александр Гетманский                                               | Александр Шварцман                                                 | швейцарская система (38 участников из 6 стран)          |
| 7                                                                  | 2018                                                               | Нетания,                                                           | Артём Иванов                                                       | Гунтис Валнерис                                                    | Александр Гетманский                                               | швейцарская система 25 участников                       |
| 8                                                                  | 2019                                                               | Нетания,                                                           | Александр Шварцман                                                 | Юрий Аникеев                                                       | Игорь Кирзнер                                                      | швейцарская система 35 участников                       |
| 9                                                                  | 2021                                                               | Кьянчано-Терме,                                                    | Александр Шварцман                                                 | Йитсе Слюмп                                                        | Юрий Аникеев                                                       | швейцарская система 44 участника из 10 стран            |
| 10                                                                 | 2022                                                               | Хейкен,                                                            | Ваутер Сипма                                                       | Артём Иванов                                                       | Гунтис Валнерис                                                    | швейцарская система 44 участника из 6 стран             |
| 11                                                                 | 2023                                                               | Бейлен,                                                            | Ян Грунендейк                                                      | Йос Стоккел                                                        | Алексей Домчев                                                     | швейцарская система 36 участников из 6 стран            |
| 12                                                                 | 2024                                                               | Кьянчано-Терме,                                                    | Юрий Аникеев                                                       | Александр Шварцман                                                 | Ян Грунендейк                                                      | швейцарская система 52 участников из 13 стран           |
| 13                                                                 | 2025                                                               | Брюссель,                                                          | Александр Шварцман                                                 | Гунтис Валнерис                                                    | Йитсе Слюмп                                                        | швейцарская система 56 участников из 10 стран           |

### Блиц
| Призёры Чемпионатов Европы по международным шашкам (блиц) | Призёры Чемпионатов Европы по международным шашкам (блиц) | Призёры Чемпионатов Европы по международным шашкам (блиц) | Призёры Чемпионатов Европы по международным шашкам (блиц) | Призёры Чемпионатов Европы по международным шашкам (блиц) | Призёры Чемпионатов Европы по международным шашкам (блиц) |                                              |
| --------------------------------------------------------- | --------------------------------------------------------- | --------------------------------------------------------- | --------------------------------------------------------- | --------------------------------------------------------- | --------------------------------------------------------- | -------------------------------------------- |
| Номер                                                     | Год                                                       | Место                                                     | Золото                                                    | Серебро                                                   | Бронза                                                    | Форма соревнований                           |
| 1                                                         | 2005                                                      | Прага,                                                    | Юрий Аникеев                                              | Александр Гетманский                                      | Роберт Мисанс                                             |                                              |
| 2                                                         | 2007                                                      | Канны,                                                    | Алексей Чижов                                             | Гунтис Валнерис                                           | Александр Балякин Александр Георгиев                      | швейцарская система затем плей-офф           |
| 3                                                         | 2008                                                      | Варна,                                                    | Раймонд Випулис                                           | Гунтис Валнерис                                           | Юрий Аникеев                                              | однокруговой турнир                          |
| 4                                                         | 2009                                                      | Стокгольм,                                                | Александр Балякин                                         | Александр Георгиев                                        | Муродулло Амриллаев                                       | однокруговой турнир                          |
| 5                                                         | 2010                                                      | Вильнюс,                                                  | Александр Шварцман                                        | Роберт Мисанс                                             | Муродулло Амриллаев                                       | однокруговой турнир                          |
| 6                                                         | 2011                                                      | Таллин,                                                   | Александр Шварцман                                        | Роберт Мисанс                                             | Раймонд Випулис                                           | однокруговой турнир                          |
| 7                                                         | 2012                                                      | Стокгольм,                                                | Александр Шварцман                                        | Александр Георгиев Гунтис Валнерис                        | ----                                                      | двухкруговой турнир                          |
| 8                                                         | 2013                                                      | Будапешт,                                                 | Александр Шварцман                                        | Раймонд Випулис                                           | Александр Гетманский                                      | однокруговой турнир                          |
| 9                                                         | 2014                                                      | Таллин,                                                   | Муродулло Амриллаев Алексей Чижов                         | ---------                                                 | Александр Георгиев Иван Трофимов                          | швейцарская система 64 участника             |
| 10                                                        | 2015                                                      | Канны,                                                    | Александр Шварцман                                        | Гунтис Валнерис                                           | Айнур Шайбаков                                            | швейцарская система 35 участников            |
| 11                                                        | 2016                                                      | Измир,                                                    | Айнур Шайбаков                                            | Алексей Чижов                                             | Муродулло Амриллаев                                       | швейцарская система 27 участников            |
| 12                                                        | 2017                                                      | Канны,                                                    | Александр Шварцман                                        | Гунтис Валнерис                                           | Александр Гетманский                                      | швейцарская система+ плей-офф 28 участников  |
| 13                                                        | 2018                                                      | Нетания,                                                  | Александр Гетманский                                      | Айнур Шайбаков                                            | Гунтис Валнерис                                           | швейцарская система 31 участник              |
| 14                                                        | 2019                                                      | Нетания,                                                  | Айнур Шайбаков                                            | Муродулло Амриллаев                                       | Юрий Аникеев                                              | швейцарская система 32 участника             |
| 15                                                        | 2021                                                      | Кьянчано-Терме,                                           | Юрий Аникеев                                              | Ян Грунендейк                                             | Артём Иванов                                              | швейцарская система 43 участника             |
| 16                                                        | 2022                                                      | Хейкен,                                                   | Рул Бомстра                                               | Юрий Аникеев                                              | Гунтис Валнерис                                           | швейцарская система 44 участника из 7 стран  |
| 17                                                        | 2023                                                      | Бейлен,                                                   | Ян Грунендейк                                             | Ваутер Сипма                                              | Йос Стоккел                                               | швейцарская система 34 участника             |
| 18                                                        | 2024                                                      | Кьянчано-Терме,                                           | Александр Шварцман                                        | Ян Грунендейк                                             | Юрий Аникеев                                              | швейцарская система 50 участников            |
| 19                                                        | 2025                                                      | Брюссель,                                                 | Гунтис Валнерис                                           | Йитсе Слюмп                                               | Кевин Махтелинк                                           | швейцарская система 52 участника из 11 стран |

### Суперблиц
| Призёры Чемпионатов Европы по международным шашкам (суперблиц) | Призёры Чемпионатов Европы по международным шашкам (суперблиц) | Призёры Чемпионатов Европы по международным шашкам (суперблиц) | Призёры Чемпионатов Европы по международным шашкам (суперблиц) | Призёры Чемпионатов Европы по международным шашкам (суперблиц) | Призёры Чемпионатов Европы по международным шашкам (суперблиц) |                                   |
| -------------------------------------------------------------- | -------------------------------------------------------------- | -------------------------------------------------------------- | -------------------------------------------------------------- | -------------------------------------------------------------- | -------------------------------------------------------------- | --------------------------------- |
| Номер                                                          | Год                                                            | Место                                                          | Золото                                                         | Серебро                                                        | Бронза                                                         | Форма соревнований                |
| 1                                                              | 2016                                                           | Измир,                                                         | Алексей Чижов                                                  | Юрий Аникеев                                                   | Айнур Шайбаков                                                 | швейцарская система 16 участников |
| 2                                                              | 2018                                                           | Москва,                                                        | Айнур Шайбаков                                                 | Александр Георгиев                                             | Муродулло Амриллаев                                            | швейцарская система 46 участников |